# Jaumave (kommun)
Jaumave är en kommun i Mexiko.   Den ligger i delstaten Tamaulipas, i den centrala delen av landet, 400 km norr om huvudstaden Mexico City.
Följande samhällen finns i Jaumave:
- Jaumave
- San Antonio
- La Unión
- Cinco de Mayo
- Compuertas